# Fuerza Aérea Mexicana
La Fuerza Aérea Mexicana, spesso abbreviata in FAM, conosciuta internazionalmente con la denominazione in lingua inglese Mexican Air Force o MAF, è l'attuale aeronautica militare del Messico ed è parte integrante, assieme a Ejército Méxicano (esercito) e Armada de México (marina militare), delle Forze armate del Messico.
Dipende dal Segretariato della Difesa Nazionale (SEDENA - Secretaría de la Defensa Nacional) e dal settembre 2018 al suo vertice vi è il Maggior generale Manuel de Jesús Hernández González.

## Storia
L'attuale Mexican Air Force deriva dalla Escuadrilla Aérea de la Milicia Auxiliar del Ejército (Squadriglia Area della Milizia Ausiliaria dell'Esercito) fondata nell'aprile del 1913 durante la Rivoluzione messicana dall'allora Ministro della Guerra e della Marina - Generale Manuel Mondragón che ordinò ai piloti Miguel Lebrija e Juan Guillermo Villasana di bombardare gli obbiettivi su Campo Balbuena vicino a Città del Messico.
Il 5 febbraio 1915, il leader dell'Esercito Costituzionalista, Venustiano Carranza de la Garza, creò l'Arma de Aviación Militar che sarebbe in seguito divenuta l'odierna Aviazione Militare messicana. Al comando venne posto il Tenente Alberto Salinas Carranza.
Durante la Seconda guerra mondiale l'aviazione messicana si distinse con lo Squadrone 201, squadriglia che operò al fianco delle Forze armate degli Stati Uniti sul fronte dell'Oceano Pacifico contro i giapponesi.

## Aeromobili in uso
Sezione aggiornata annualmente in base al World Air Force di Flightglobal del corrente anno. Tale dossier non contempla UAV, aerei da trasporto VIP ed eventuali incidenti accorsi durante l'anno della sua pubblicazione. Modifiche giornaliere o mensili che potrebbero portare a discordanze nel tipo di modelli in servizio e nel loro numero rispetto a WAF, vengono apportate in base a siti specializzati, periodici mensili e bimestrali. Tali modifiche vengono apportate onde rendere quanto più aggiornata la tabella.
| Aeromobile                              | Origine     | Tipo                                          | Versione (denominazione locale) | In servizio (2024) | Note | Immagine |
| Aerei da combattimento                  |             |                                               |                                 |                    | |          |
| Northrop F-5 Tiger II                   | Stati Uniti | cacciabombardiereconversione operativa        | F-5EF-5F                        | 31                 | 10 F-5E e 2 F-5F presi in carico dal 1982. |          |
| Aerei AEW e AWACS                       |             |                                               |                                 |                    | |          |
| Embraer E-99                            | Brasile     | AEW                                           | E-99                            | 1                  | 1 E-99 consegnato. |          |
| Aerei da pattugliamento marittimo       |             |                                               |                                 |                    | |          |
| Embraer P-99                            | Brasile     | aereo da pattugliamento marittimo             | P-99                            | 2                  | 2 P-99 consegnati. |          |
| Aerei per impieghi speciali             |             |                                               |                                 |                    | |          |
| Fairchild C-26 Metroliner III           | Stati Uniti | SIGINT                                        | C-26                            | 2                  | 2 C-26 consegnati. |          |
| Beechcraft King Air 350                 | Stati Uniti | Aereo da ricognizione                         | B350i                           | 2                  | 2 B350i consegnati. |          |
| Cessna Citation I                       | Stati Uniti | Aereo da ricognizione                         | Citation I                      | 2                  | 2 Citation I consegnati. |          |
| Aeromobili a pilotaggio remoto - UAV    |             |                                               |                                 |                    | |          |
| Elbit Hermes 450                        | Israele     | UAV                                           | Hermes 450                      | 3                  | |          |
| Hydra Technologies of Mexico S4 Ehécatl | Messico     | UAV                                           | S4 Ehécatl                      | 1                  | |          |
| Hydra Technologies of Mexico E1 Gavilán | Messico     | UAV                                           | E1 Gavilán                      | 1                  | |          |
| Aerei da trasporto                      |             |                                               |                                 |                    | |          |
| Lockheed C-130 Hercules                 | Stati Uniti | aereo da trasporto                            | L-100-30C-130K                  | 12                 | 10 C-130A ex USAF ricevuti a partire dal 1987, ritirati a partire dai primi anni duemila. 1 L-100-30 ex Petróleos Mexicanos (Pemex) ricevuto alla fine degli anni novanta. 2 C-130E ex Aeronautica israeliana e 4 C-130K ex RAF ricevuti a partire dai primi anni duemila. Al gennaio 2024 risultano in condizioni di volo solo i due C-130K e l'unico L-100-30. |          |
| CASA C-295                              | Spagna      | aereo da trasporto                            | C-295M                          | 7                  | 8 C-295M/W consegnati. |          |
| Alenia C-27J Spartan                    | Italia      | aereo da trasporto                            | C-27J                           | 4                  | 4 C-27J ordinati e tutti consegnati al gennaio 2018. |          |
| Beechcraft King Air 90                  | Stati Uniti | aereo da trasporto                            | King Air 90                     | 1                  | 1 King Air 90 consegnato. |          |
| Beechcraft King Air 350                 | Stati Uniti | aereo da trasporto                            | B200B350                        | 1                  | 1 B200 e un B350 consegnati. |          |
| Boeing 737                              | Stati Uniti | aereo da trasporto                            | B737-300                        | 1                  | 3 Boeing 737-800NG ricevuti tra il luglio ed il settembre 2016. Due Boeing 737-800NG sono stati ceduti alla rifondata compagnia aerea Mexicana a dicembre 2023, lasciando in servizio il solo B737-300. |          |
| Cessna Citation                         | Stati Uniti | aereo da trasporto                            | C500                            | 1                  | 1 C500 consegnato. |          |
| Pilatus PC-6 Porter                     | Svizzera    | aereo da trasporto                            | PC-6B                           | 1                  | Non è conosciuto il numero degli esemplari esatti consegnati, ma potrebbero essere quattro. |          |
| Rockwell Turbo Commander                | Stati Uniti | aereo da trasporto                            | 690A                            | 1                  | 1 690A consegnato. |          |
| Aerei da addestramento                  |             |                                               |                                 |                    | |          |
| Pilatus PC-9                            | Svizzera    | aereo da addestramento                        | PC-9M                           | 1                  | 1 PC-9M consegnato. |          |
| Pilatus PC-7                            | Svizzera    | aereo da addestramento                        | PC-7                            | 63                 | 74 PC-7 consegnati. |          |
| Aermacchi SF-260                        | Italia      | aereo da addestramento                        | SF-260E                         | 25                 | 25 SF-260E consegnati. |          |
| Beechcraft T-6 Texan II                 | Stati Uniti | aereo da addestramento                        | T-6C+                           | 55                 | 60 T-6C+ consegnati. |          |
| Grob G 120                              | Germania    | Aereo da addestramento                        | G 120TP                         | 25                 | 25 G 120TP consegnati. |          |
| Elicotteri                              |             |                                               |                                 |                    | |          |
| AgustaWestland AW109                    | Italia      | elicottero utility                            | AW109SP                         | 1                  | 6 AW-109SP consegnati, uno andato distrutto il 1 luglio 2016 con relativa perdita dell'equipaggio, l'unico esemplare in organico al settembre 2019, fuori servizio per danni a parte del carrello dopo un piccolo schianto appena alzatosi da terra. |          |
| Mil Mi-8 Hip                            | Russia      | Elicottero utility                            | Mi-8TV                          | 8                  | |          |
| Mil Mi-17 Hip                           | Russia      | Elicottero utility                            | Mi-17IV                         | 14                 | 19 Mi-171V consegnati. Dei 19 in organico al maggio 2020, 14 dei quali si vedranno sostituire il rotore di coda per la troppa usura dovuta all'impiego intenso. |          |
| Bell UH-1 Huey                          | Stati Uniti | elicottero utility                            | UH-1H                           | 1                  | 5 UH-1H consegnati. |          |
| Bell 206                                | Stati Uniti | elicottero utilityelicottero da addestramento | B 206B                          | 159                | 25 Bell 206B consegnati. |          |
| Bell 412                                | Stati Uniti | Elicottero utility                            | B412EP                          | 9                  | 10 Bell 412EP consegnati. |          |
| Bell 407                                | Stati Uniti | Elicottero utility                            | B 407GX                         | 14                 | 15 Bell 407GX consegnati tra il 2014 ed il 2015. 14 in servizio al novembre 2017, in quanto un esemplare è andato perso in un incidente nello stesso mese. |          |
| Eurocopter EC 725 Caracal               | Francia     | SAR                                           | H225M                           | 11                 | 6 H225M ordinati a marzo 2010 e 6 a settembre 2010. Un esemplare è andato perso il 30 aprile 2015. |          |
| Eurocopter EC225 Superpuma              | Francia     | elicottero utility                            | EC225LP                         | 3                  | 4 EC225LP consegnati a partire da 2008. Un esemplare è stato ceduto alla società canadese Coldstream Helicopters nel 2021. |          |
| Sikorsky UH-60 Blackhawk                | Stati Uniti | Elicottero utility                            | S-70AUH-60M                     | 617                | 6 S-70A-24 (classificati erroneamente UH-60L, in quanto versione civile e più potente del vero UH-60L militare dell'epoca) acquistati per il trasporto VIP nel 1991 e consegnati a partire dal 1994. Ulteriori 18 UH-60M furono consegnati tra il 2014 e il 2016. A febbraio 2018, gli UH-60M sono 17 in quanto uno è precipitato il 16 dello stesso mese.       |          |
| McDonnell Douglas MD 500 Defender       | Stati Uniti | elicottero d'attacco leggero                  | MD 530F                         | 13                 | 25 MD 530F consegnati. Uno dei 14 esemplari in servizio a tutto il dicembre 2021, è stato perso in un incidente il 10 giugno 2021. |          |

## Aeromobili ritirati
- Aérospatiale AS 332L1 Super Puma - 6 esemplari (1985-2021)[28][35]
- Boeing 757-225TP[28]
- Boeing 787-8 - 1 esemplare (2014-2018)[36]
- Boeing 737-800NG - 2 esemplari (2016-2023)[18]
- Boeing 737-200 - 1 esemplare (?-?)
- Boeing-Stearman PT-17 Kaydet
- Lockheed C-130A Hercules - 10 esemplari (1987-2000)[16]
- Boeing 727-200
- IAI IAI-201 Arava
- Lockheed Jetstar 8
- Learjet 35A
- Cessna 206H
- Sikorsky CH-53D Ya’sur 2000
- Beechcraft F-33C Bonanza